# Colson Point
Colson Point är en udde i Belize. Den ligger i distriktet Stann Creek, i den östra delen av landet, 60 km öster om huvudstaden Belmopan.